# Урин, Виктор Аркадьевич
Ви́ктор Арка́дьевич У́рин (30 июня 1924, Харьков — 30 августа 2004, Нью-Йорк) — русский поэт, участник Великой Отечественной войны.

## Биография
Родился в Харькове. Во время Великой Отечественной войны служил в танковых войсках, был ранен.
В 1946 году выпустил сборник стихов «Весна победителей». Был подвергнут критике за формализм, его сравнивали с Хлебниковым. Поступил в Литературный институт, окончил его в 1948 году, ученик Павла Антокольского. По окончании Литературного института приехал в Сталинград, жил и работал там, по крайней мере, до 1968 года.
Совершил путешествие из Москвы во Владивосток и обратно на автомашине и издал об этом интересную книгу репортажей и стихов. Привёз в Москву орла и ходил с ним по улицам. За разведение у себя в квартире костра получил 15 суток ареста.
В начале 1970-х годов о поэзии Урина хорошо отзывались Михаил Луконин и Владимир Солоухин. В предисловии к его книге избранных стихотворений «Гвоздики под ливнями», вышедшей в издательстве «Художественная литература», Луконин писал:
….Главным достоинством стихов Виктора Урина всегда была и есть актуальность, злободневность в высоком смысле этого слова. Сам он, по своему характеру, человек неукротимой энергии и неуёмной непоседливости.
В 1974 году Урина исключили из Союза писателей СССР за проект создания Всемирного Союза поэтов. Урина вызвали на заседание секретариата СП СССР и попросили объясниться. Ему советуют выбросить эту идею из головы. В ответ на это Урин продемонстрировал письмо от Президента Сенегала Леопольда Сенгора, поэта, который благодарит господина Урина за предложение стать вице-президентом Всемирного Союза поэтов и предлагает провести первый конгресс в Сенегале. Господину Урину, президенту Всемирного Союза поэтов, будет предоставлена достойная его должности резиденция.
После исключения из союза писателей СССР выпускал в «самиздате» журнал «Мост», где продолжает печатать свои стихи. Экспериментирует с формой. Стихи со сплошной рифмой называет «всерифмовиком», придумывает «кольцевой акростих». Через посольство Сенегала поддерживает связь со своим другом президентом Сенгором.
Впоследствии президент Сенгор обращается к Брежневу с просьбой выпустить Урина на постоянное место жительство в Сенегал. Урин подаёт заявление в ОВИР. Разрешение было выдано. Вскоре, в 1977 году, Урин переехал в США.
Жил в Нью-Йорке, где продолжал поэтическую деятельность.

## Адреса в Москве
В 1960-е — 1970-е годы Виктор Урин жил в писательских кооперативах — «Московский писатель» (ул. Черняховского, д. 4) и «Советский писатель» (Красноармейская ул., д. 23). По данным справочника СП СССР на 1 марта 1976 г. Виктор Урин оставался членом Союза писателей.

## Семья
Был несколько раз женат. Первая жена — поэтесса Маргарита Агашина. Дети: Елена (1950), Виктор (1961—2019), Сенгор (1974).
Двоюродный брат — Виктор Моисеевич Конторович (род. 1931), доктор физико-математических наук, профессор, заведующий лабораторией теоретической астрофизики в Радиоастрономическом институте (Харьков).

## Книги
- Весна победителей: лирика. — М.: Советский писатель, 1946.
- Рекам снятся моря: книга лирики. – М.: Советский писатель, 1956.
- 179 дней в автомобиле. Москва — Владивосток: путевой дневник. — М.: Советский писатель, 1958.[1]
- По колымской трассе — к полюсу холода. — Магадан, 1959.[8]
- Говори, Мамаев курган!: книга новых стихотворений. — Волгоград: Нижне-Волжское кн. изд-во, 1968.
- Избранная лирика. — М.: Молодая гвардия , 1970. — (Библиотечка избранной лирики).
- Пароль. — М., 1972.
- Гвоздики под ливнями: избранные стихи. — М.: Художественная литература, 1972.
- Книга жизни. — М.:Молодая гвардия, 1974.
- Разведка боем. — М.: РБП, 1995.